# تاریخ بوتان

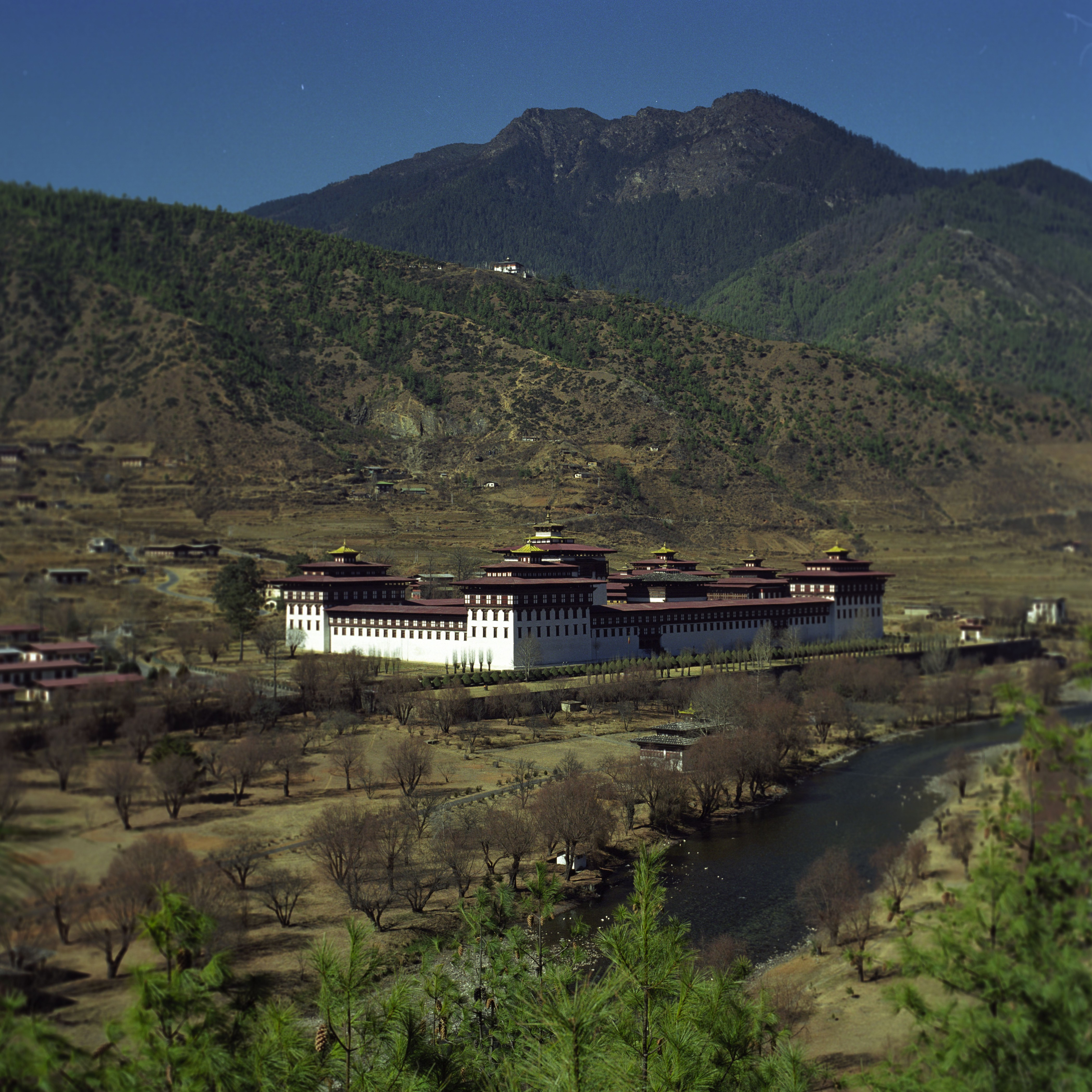
نمای تاشیچوئدزونگ، تیمفو. قلعه-صومعه قرن ۱۷ در حاشیه شمالی شهر، از سال ۱۹۵۲ کرسی دولت بوتان بوده‌است.

تاریخ اولیه بوتان آمیخته در اساطیر است و مبهم است. برخی از سازه‌ها شواهدی مبنی بر اسکان منطقه در اوایل سال ۲۰۰۰ قبل از میلاد ارائه می‌دهند. طبق افسانه ای که در حدود قرن هفتم پیش از میلاد توسط پادشاه کوچ بیهار، سانگالدیپ اداره می‌شده‌است، اما قبل از معرفی بودیسم تبتی در قرن نهم میلادی، بسیار شناخته شده نیست، اما آشفتگی در تبت بسیاری از راهبان را وادار کرد به بوتان فرار کنند. در قرن دوازدهم مکتب Drukpa Kagyupa تأسیس شد و شکل غالب بودائیسم امروز در بوتان باقی مانده‌است. تاریخ سیاسی این کشور با تاریخ و روابط دینی خود بین مدارس و صومعه‌های مختلف صومعه در هم تنیده‌است.
بوتان جز معدود کشورهایی است که در طول تاریخ خود مستقل بوده و هرگز تحت تسخیر و استعمار، اشغال یا تحت کنترل یک قدرت بیرونی نبوده‌است. اگرچه گمانه زنی‌هایی مبنی بر وجود پادشاهی کاماروپا یا امپراتوری تبت در سده‌های ۷ تا ۹ وجود داشته‌است، اما شواهد محکمی وجود ندارد. از زمان روشن شدن سوابق تاریخی، بوتان پیوسته و با موفقیت از حاکمیت خود دفاع کرده‌است.
تحکیم بوتان در سال ۱۶۱۶ اتفاق افتاد که نگوواناگ نامگیال، یک لاما از تبت غربی معروف به ژابدرونگ رینپوچه، سه تهاجم تبتی‌ها به بوتان را شکست داد، مکتب‌های مذهبی رقیب را زیر پا گذاشت، یک سیستم پیچیده و جامع قانون بنا گذاشت و خود را به عنوان حاکم تعیین کرد. پس از مرگ وی، درگیری و جنگ داخلی قدرت ۲۰۰ سال آینده ژابرودونگ را از بین برد. در سال ۱۸۸۵، یوگین وانگچوک توانست قدرت را تحکیم دهد، و ایجاد روابط نزدیک تر با انگلیس در شبه قاره آغاز شد.
در قرن ۱۷ به علت هم‌جواری بوتان با منطقهٔ تبت و شهر لهاسا مرکز بوداییان، بوتان به تدریج تحت تأثیر افکار بودایی قرار گرفت، و در این کشور حکومت بودایی شکل گرفت. بوتان حکومت مذهبی بودایی دارد و معابد بوداییان از اماکن مرکز قدرت سیاسی محسوب می‌شود.

## پیش از تاریخ
ابزارهای نوسنگی موجود در بوتان نشان می‌دهد که مردم حداقل ۱۱۰۰۰ سال در منطقه هیمالیا زندگی می‌کردند. نخستین ساکنان بوتان و مناطق مجاور هیمالیا در جنوب آسیا افرادی از تمدن دره ایندوس بودند.